# Травники (гмина)
Травники (пол. Trawniki) — сельская гмина (волость) в Польше, входит как административная единица в Свидникский повет (Люблинское воеводство), Люблинское воеводство. Население — 9225 человек (на 2004 год).

## Соседние гмины
1. Гмина Файславице
2. Гмина Лопенник-Гурны
3. Гмина Милеюв
4. Гмина Пяски
5. Гмина Реёвец-Фабрычны
6. Гмина Седлище